# Mistrzostwa Świata w Łyżwiarstwie Szybkim w Wieloboju Kobiet 1935
Mistrzostwa Świata w Łyżwiarstwie Szybkim w Wieloboju Kobiet 1935 – były 3. edycją nieoficjalną MŚ w łyżwiarstwie szybkim w wieloboju kobiet, które odbyły się po raz kolejny w norweskim Oslo w dniach 26–27 lutego 1935. Mistrzynią świata została Norweżka – Laila Schou Nilsen.

## Wyniki zawodów
| Poz. | Zawodniczka        | Państwo           | Pkt     | 1000 m      | 500 m       | 1500 m      |
| ---- | ------------------ | ----------------- | ------- | ----------- | ----------- | ----------- |
|      | Laila Schou Nilsen | Norwegia          | 158,550 | 1.46, 9 (2) | 49,3 (1) WR | 2.47,4 (1)  |
|      | Synnøve Lie        | Norwegia          | 160,817 | 1.47,9 (3)  | 50,4 (2)    | 2.49.4 (2)  |
|      | Kit Klein          | Stany Zjednoczone | 160,917 | 1.46,7 (1)  | 51,3 (3)    | 2.49,7 (3)  |
| 4    | Jane Bjerke        | Norwegia          | 166,867 | 1.52,4 (4)  | 51,4 (4)    | 2.57,8 (4)  |
| 5    | Ella Berntsen      | Norwegia          | 172,017 | 1.55,7 (5)  | 54,8 (6)    | 2.58,1 (5)  |
| 6    | Lissa Bengtsson    | Szwecja           | 175,017 | 1.56,3(6)   | 52,6 (5)    | 3.12,8* (9) |
| 7    | Bera Løvstad       | Norwegia          | 175,283 | 1.57,1 (7)  | 55,1 (7)    | 3.04,9 (6)  |
| 8    | Irmgard Sames      | III Rzesza        | 179,933 | 2.00,6 (8)  | 56,3 (8)    | 3.10,0 (8)  |
| 9    | Margit Fassaas     | Norwegia          | 180,000 | 2.00,8 (9)  | 56,3 (8)    | 3.09,7 (7)  |
| 10   | Kate Andersen      | Norwegia          | 185,617 | 2.06,5 (10) | 57,9 (10)   | 3.13,4 (10) |

## Medale za dystanse
| Dystans |                    |                    |             |
| ------- | ------------------ | ------------------ | ----------- |
| 1000 m  | Kit Klein          | Laila Schou Nilsen | Synnøve Lie |
| 500 m   | Laila Schou Nilsen | Synnøve Lie        | Kit Klein   |
| 1500 m  | Laila Schou Nilsen | Synnøve Lie        | Kit Klein   |